# لويجي تشيفينيني
لويجي كافينيني (Luigi Cevenini)، (مواليد 13 مارس 1895 بمدينة ميلانو، وتوفي في 23 يوليو 1968)، لاعب كرة قدم (مدافع) إيطالي سابق. لعب لعدة أندية إيطالية أشهرها إيه سي ميلان وإنتر ميلان ويوفنتوس ونادي نوفيسي، قبل أن يعتزل في عام 1939.
طوال حياته المهنية ، لعب لويجي أغلب فتراته الكروية مع مباراة مع إنتر ميلان حيث أحرز معهم 186 هدفًا، وفاز بلقب الدوري الإيطالي الممتاز موسم 1919–20.
دولياً، مع منتخب إيطاليا سجل تشيفينيني 42 هدفًا في 19 مباراة بين عامي 1915 و1929، وفاز بكأس أوروبا الوسطى الدولي 1927–30. وكان قائد منتخب إيطاليا بين عامي 1925 و1927.

## وصلات خارجية
- لويجي تشيفينيني على موقع قاعدة بيانات كرة القدم.إي يو (الإنجليزية)
- لويجي تشيفينيني على موقع ناشيونال فوتبول تيمز (الإنجليزية)
- لويجي تشيفينيني على موقع عالم كرة القدم.نت (الإنجليزية)